# Klaus Missbach
Klaus Missbach (geboren 1957 in Nürnberg) ist ein deutscher Dramaturg und Autor. Von 2009 bis 2019 war er Chefdramaturg am Burgtheater Wien.

## Leben und Werk
Missbach studierte Amerikanistik, Germanistik und Theaterwissenschaften an der Friedrich-Alexander-Universität Erlangen-Nürnberg. Während seines Studiums arbeitete er als Regieassistent und Lektor. Von 1982 bis 1990 war er – während der Intendanz von Hansjörg Utzerath – als Dramaturg am Staatstheater Nürnberg engagiert, wo er 1989 eine kritische Bühnenfassung von Karl Alois Schenzingers Propagandafilm Hitlerjunge Quex erstellte, die Utzerath inszenierte. Missbach wurde für seine Dramatisierung mit dem Uraufführungspreis der Bayerischen Theatertage 1990 ausgezeichnet. Für die Pegnitzschäfer-Klangkonzepte realisierte er 1991 gemeinsam mit dem Komponisten Andreas Schäfer und dem Musiker Wilfried Krüger das Rock-Oratorium  ... aus der Disco rasen und entsetzte Passanten fragen, ob sie Deutsche sind, eine konzertante Auseinandersetzung für Stimmen und Ensemble.
Es folgten Engagements am Thalia Theater (1990–1996) während der Intendanz von Jürgen Flimm, am Schauspielhaus Düsseldorf (1996–1999) als Chefdramaturg von Anna Badora und anschließend eine langjährige Zusammenarbeit mit dem Regisseur und Intendanten Matthias Hartmann, die 2000 am Schauspielhaus Bochum als geschäftsführender und leitender Dramaturg begann, ab 2005 als Chefdramaturg und künstlerischer Betriebsdirektor am Schauspielhaus Zürich fortgesetzt wurde und 2009 ans Wiener Burgtheater führte. Von 2009 bis 2019 war er Chefdramaturg am Burgtheater, von 2009 bis 2014 unter der Direktion von Matthias Hartmann und von 2014 bis 2019 unter der Direktion von Karin Bergmann.
Von 1992 bis 1996 hatte er einen Lehrauftrag für Dramaturgie im Studiengang Schauspieltheaterregie der Universität Hamburg. Von 2000 bis 2005 war er Dozent für Dramaturgie  an der Westfälischen Schauspielschule Bochum. 2011 in Hamburg und 2012 in Wien gehörte er der Jury des Bundeswettbewerbs zur Förderung des Schauspielnachwuchses an.
Als Dramaturg arbeitete Missbach u. a. mit Andrea Breth, Jürgen Gosch, Jürgen Flimm, Luc Bondy, Michael Thalheimer, Dimiter Gotscheff, Franz Xaver Kroetz, Helge Schneider, Thomas Vinterberg, Robert Borgmann, Karin Beier, Stefan Pucher, Barbara Frey, Alvis Hermanis, Matthias Hartmann, Dušan David Pařízek, Peter Stein, Werner Düggelin, Wilfried Minks, Dieter Giesing, David Bösch, Simon Stone, Robert Borgmann und Antú Romero Nunes.